# Dich loben die lieblichen Strahlen der Sonne

Dich loben die lieblichen Strahlen der Sonne (« Les aimables rayons du soleil te louent »), BWV Anh. 6, est une cantate profane de Johann Sebastian Bach pour des vœux de nouvel an destinée à la maison d'Anhalt-Cothen. Elle a été jouée au palais princier de Köthen le 1er janvier 1720.
Le librettiste est Christian Friedrich Hunold (Menantes) mais la partition musicale est totalement perdue.